# Palmyria
Palmyria is een geslacht van kreeftachtigen uit de klasse van de Malacostraca (hogere kreeftachtigen).

## Soort
- Palmyria palmyrensis (Rathbun, 1923)